# Jadidisme

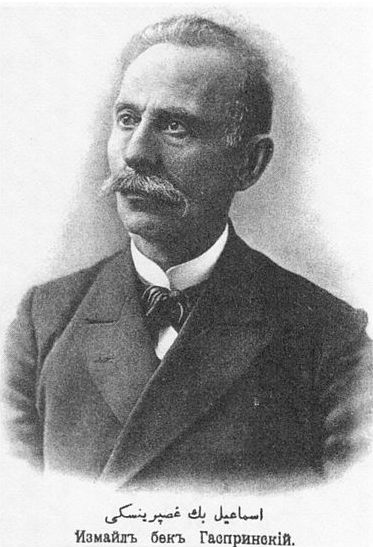
Ismaïl Gasprinskii

El jadidisme és un moviment de reforma pedagògica, cultural, religiosa i nacional, que sorgí a l'Àsia central entre el 1880 i el 1900 davant la necessitat de resoldre la doble experiència pròpia musulmana, i per altra banda, de pertànyer a un Imperi Rus cristià. Entre 1900 i 1917 esdevindria també un moviment nacional i polititzat.

## Història
Jadid (‘nou’ en àrab), ve de l'expressió ussul-e jadid, ‘el nou mètode’, emprada per Ismaïl Gasprinskii (1851-1914), pedagog musulmà de l'Imperi Rus. El 1883, obrí una escola a la seva regió de Crimea, i un periòdic, Terdjuman, que amb una escadussera tirada d'uns 5.000 exemplars seria llegit arreu del món turcòfon.
Els mektebs (per als nens) i les madrasses (per als adults) del nou mètode es multiplicaren ràpidament. Es diferenciaven perquè s'esmerçaven a assegurar l'aprenentatge de l'escriptura i la lectura, introduïen matèries laiques i l'ensenyament de la llengua russa. L'objectiu no era altre que preparar el jove musulmà per a incorporar-se en la societat majoritària russa mentre es reafirmava en els valors musulmans. L'actitud del jadidisme era d'autocrítica: si Occident havia conquerit el món, calia veure què havien fet de bo, i prendre'n el que fes falta sempre que fes el bé a l'Islam.
L'èxit del moviment es feu notar principalment a les classes urbanes dels tàtars del Volga, de Crimea i a l'Azerbaidjan, allà on les "burgesies nacionals" trobaven el seu ascensor social inserint-se en el capitalisme de l'Imperi Rus. En canvi, al Turquestan, i en concret a la Transoxiana, no hi va tenir tant d'arrelament. Durant el S. XIX, l'aïllament territorial i les tendències centralitzadores de les entitats polítiques existents dificultaren l'entrada de nous corrents de pensament. Així, malgrat rebre forts suports, l'oposició kadimita, de kadim ("vell" en àrab), fou predominant a Bukharà i a Khivà, on de fet, el jadidisme sempre quedà allunyat dels llocs de poder com una forma d'Islam marginada.
Cal remarcar que la sensibilitat islamista i occidentalista del Kazakhstan, en rebre el jadidisme, marcà una certa diferència amb el jadidisme uzbek.
Les escoles, arreu, i la premsa, teatre, societats secretes i partits o congressos polítics floririen en el període 1900-1917. Generacions senceres, entre les quals, els adults del 1917, quedarien marcades. Es calcula que la proporció de nens escolaritzats en el jadidisme a l'Àsia central durant aquest període seria proper als dos terços, mentre que la resta ho farien en escoles russo-indígenes.
El 1905, en el marc de la revolució, es fundà l'Ittifak al Muslim, la Unió Musulmana Panrussa, l'única organització panrussa que generà el jadidisme. Tot i així, val a dir que els líders musulmans serien respectuosos amb la monarquia russa, i que de fet, la Revolució de 1905 no va tenir gaire ressò en els territoris del jadidisme. La Unió seria dominada pels jadidites tàtars i azerbaidjanesos, malgrat que el 75% de la població islàmica russa fos al Kazakhstan i Turquestan. També val a dir que liberalisme, i socialisme després, també calarien més en el sector tàtar-azerbaidjanès de la Unió que no pas en el kazakh-túrquic. La Unió emmarcaria l'expressió política d'uns nacionalismes emergents, que naixien en contradicció, amarats de panturquisme i panislamisme. De fet, el període del jadidisme fou l'únic en què els líders dels diferents pobles musulmans conquerits pels russos gaudirien d'un marc d'acció en comú.
Pel que fa a la capacitat contestatària del moviment, es poden indicar una sèrie d'esdeveniments:
- El 1898, les confraries sufís de l'Andidjan protagonitzaren una revolta antirussa.
- La victòria japonesa contra els russos el 1904-05 despertà esperances entre els pobles de l'Àsia central.
- La revolució del 1905 no va tenir gaire seguiment, però aportà deportats revolucionaris russos i la influència del socialisme rus a la zona.
- El 1910 hi hagué disputes entre xiïtes i sunnites a Bukharà.
- El 1916, just abans de la caiguda del tsarisme, hi hagué una revolta contra l'obligatorietat que s'imposà sobtadament als musulmans de servir a l'exèrcit rus. La revolta, la més important del període, sembla que es va originar a la Vall de Ferganà, on prengué més força –i on també fou més brutalment reprimida-, però de seguit s'expandí pel Turquestan.